# Cornelia Emilian
Cornelia Emilian, född 1840, död 1910, var en rumänsk feminist.  
Hon blev 1894 en av grundarna av Liga Femeilor Române, som räknas som Rumäniens första feministiska kvinnoorganisation.